# Nemuroglanis panamensis
Nemuroglanis panamensis är en fiskart som först beskrevs av Bussing, 1970.  Nemuroglanis panamensis ingår i släktet Nemuroglanis och familjen Heptapteridae. Inga underarter finns listade i Catalogue of Life.